# آلن مک‌کیم
آلن مک‌کیم (انگلیسی: Alan McKim؛ زادهٔ) کارآفرین اهل ایالات متحده آمریکا است، که در سال ۱۹۸۰ شرکت کلین هاربورس را تأسیس کرد.